# 약수리 고분
약수리 고분(藥水里古墳)은 남포시 강서구역 약수리에 있는 5세기경의 고구려 벽화고분이다. 1958년에 발굴되었다.

## 구조
정사각형에 가까운 널방과 같은 모양이지만, 크기가 약간 작은 앞방으로 이루어졌고, 널방 남벽 약간 동쪽에 몰려 두 방을 연결하는 통로가 만들어져 있다. 앞방 동서 두 벽에는 바닥에서 50cm 정도 되는 높이에 사방 1m, 깊이 1m 정도의 벽감이 하나씩 있으며, 앞방 남벽에는 약간 동쪽으로 널길이 통하여 있다. 널방의 천장은 네 벽이 안으로 기울어져 올라가다가 2단의 모줄임쌓기를 하고 맨 위에 뚜껑돌을 덮은 것으로, 덕흥리 벽화고분과 산연화총 등의 천장구조와 같다.

## 벽화
벽화는 앞방 동벽에는 부엌·방앗간·행렬도, 서벽에는 사냥모습·외양간(말)·측근자들, 남벽에는 외양간(소)·행렬도·문지기, 널방에는 방 네 귀에 기둥을 그리고 두공·창방까지 나타낸 다음, 북벽에는 묘주 내외와 현무, 동·서·남벽에는 각각 청룡·백호·주작을, 천장에는 해·달·별·구름을 그렸다. 그러나 널길과 앞방의 두 벽감에는 그림이 그려져 있지 않다. 묘주 내외의 그림이 앞방에서 널방으로 옮겨지고 사신도가 확대되어 중기양식으로 가까워지고 있으나, 묘주 내외는 아직 전기의 정좌형식이고 사신도도 낡고 보잘 것 없으며, 묘실형식이 옛 양식인 점으로 미루어, 전기의 말기에 해당하는 고분으로 추정된다.